# Hải đoàn Thái Bình Dương
Hải đoàn Thái Bình Dương (Pacific Squadron) từng là phần tử của Hải quân Hoa Kỳ trong thế kỷ 19 và đầu thế kỷ 20.

## Lịch sử
Được thành lập năm 1821, lực lượng nhỏ này bám trụ các hoạt động của mình ban đầu ngoài khơi Nam Mỹ và rồi mở rộng tầm hoạt động bao gồm tây Thái Bình Dương năm 1835 khi Hải đoàn Đông Ấn gia nhập lực lượng. Phạm vi trách nhiệm của nó được mở rộng thêm vào thập niên 1850 khi California và Oregon được sáp nhập vào Hoa Kỳ.
Năm 1903, hải đoàn bao gồm tuần dương hạm bộc thép USS New York (ACR-2), tuần duyên hạm USS Boston (1884) và USS Marblehead (C-11), và pháo thuyền USS Ranger.
Đầu năm 1907, Hạm đội Thái Bình Dương được thành lập. Hải đoàn Á châu trở thành đệ nhất hải đoàn và Hải đoàn Thái Bình Dương trở thành đệ nhị hải đoàn.

## Tư lệnh
- Isaac Hull
- Charles Stewart 1821-1823
- Thuyền trưởng Jacob Jones 1826 - ?
- Alexander Scammel Wadsworth 1834-1836
- Alexander Claxton 1840
- Thomas ap Catesby Jones 1842
- John Drake Sloat 1845-1846
- Robert Field Stockton 1846
- James Biddle 3-2 đến 19-7-1847
- W. Branford Shubrick
- Thomas ap Catesby Jones 1847 - 1850
- Charles S. McCauley 1850-1853
- William Mervine tháng 9-1856 đến tháng 10-1860
- John Ancrum Winslow 1870-1872
- Chuẩn đô đốc Christopher Raymond Perry Rodgers 1878-1880
- Chuẩn đô đốc Thomas H. Stevens 1880-1881
- Đô đốc JN Miller 27-7-1898
- Silas Casey III 1902-1903
- Chuẩn đô đốc Henry Glass 1903 đến 3-1904
- Caspar Frederick Goodrich 1904 - 1907

## Chiến hạm
- USS Camanche